# Авуары
Авуа́ры (от фр. avoir — достояние, имущество, актив):
- В широком смысле — активы, виды денег, денежных средств, ценных бумаг (наличные и безналичные деньги, чеки, векселя, переводы, аккредитивы), за счет которых производятся платежи и погашаются обязательства их владельцев.
- В узком смысле — средства банка (касса, счета в других банках, легко реализуемые ценные бумаги, векселя и т. п.) в иностранной валюте на счетах в иностранных банках-корреспондентах, выполняющих финансовые операции по поручению данного банка. Средства страны, государства за рубежом называют иностранными авуарами. За счёт авуаров можно производить платежи за рубежом и погашать обязательства. Поскольку значительная часть платёжного оборота между государствами осуществляется в долларах и евро, наиболее распространены авуары в данных валютах.
- Вклады частных лиц и организаций в банках.
- Налоговый кредит, открытый любому налогоплательщику (компании или физическому лицу), получающему дивиденды, распределяемые компаниями, которые платят корпоративный налог на деятельность фирмы.